# Hilary Putnam
Hilary Whitehall  Putnam  (n. 31 iulie 1926 – 13 martie 2016) a fost un filosof american, figură centrală în filosofia analitică începând cu anii 1960, în special în filosofia gândirii, filozofia limbajului și filosofia științei. Este cunoscut pentru modul în care a aplicat același nivel de examinare amănunțită atât pozițiilor sale filosofice cât și ale celorlalți, supunând ideile la o analiză riguroasă până le descoperea defectele. Astfel a căpătat o reputație în a își schimba frecvent pozițiile. La momentul decesului său era profesor emerit la Universitatea Harvard.